# Коюкон
Коюкон (Koyukon, Ten’a) — атабаскский язык, на котором говорят коюконы, проживающие на реке Коюкук и среднем течении реки Юкон, штат Аляска, США. В 2007 году насчитывалось примерно 300 носителей, которые, как правило, были пожилыми людьми и владели также английским языком. При этом общая численность коюконов оценивалась в 2300 человек.
В 1978 году выделялись нижний, центральный и верхний диалекты. На нижнем диалекте говорили в городах Калтаг и Нулато; на центральном — на реке Юкон в деревнях Галина, Руби, Коюкук и частично в Танане, а также на реке Коюкук в деревнях Хуслия, Хьюс и Аллакакет; на верхнем — в Стивенс-Виллидж, Рампарт и частично в Танане.
Франкоканадский миссионер-иезуит Жюль Жетте в 1898 году начал изучать язык и культуру коюконов. Проведя в регионе много лет, он стал свободно говорить на языке коюкон. Жетте сделал значительное количество заметок о народе, их культуре, верованиях и языке. Исследователь умер в 1927 году.